# Ceroplesis aestuans
Ceroplesis aestuans es una especie de escarabajo longicornio del género Ceroplesis, subfamilia Lamiinae. Fue descrita por Olivier en 1800.
Se distribuye por Benín, Egipto, Togo, Senegal, Níger, Malí, Chad, Eritrea y Mauritania. Mide 23-34,5 milímetros de longitud. El período de vuelo ocurre en los meses de enero, junio, julio, septiembre, octubre, noviembre y diciembre.
Parte de la dieta de Ceroplesis aestuans se compone de plantas de la subfamilia Mimosoideae.